# Animal Crossing: amiibo Festival
Animal Crossing: amiibo Festival is een partyspel uit 2015 dat is ontwikkeld en uitgegeven door Nintendo en NDcube voor de Wii U. Het spel is een spin-off in de Animal Crossing-serie.

## Gameplay
amiibo Festival is een bordspel dat vergelijkbaar is met de Mario Party-serie. Volgens de ontwikkelaars richt amiibo Festival zich meer op het bordspelgedeelte dan op minispellen.
Speelbare personages uit Animal Crossing zijn Isabelle, K.K. Slider, Tom Nook en Mabel. Om het spel te kunnen spelen zijn de amiibo-figuren noodzakelijk. Het spel ondersteunt ook amiibo-kaarten.

## Ontvangst
Animal Crossing: amiibo Festival werd negatief ontvangen in recensies. Op aggregatiewebsite Metacritic heeft het spel een score van 46/100. IGN vond de integratie met de amiibo hinderlijk en gaf het spel een eindscore van 5. Kritiek was er ook op de saaie en trage gameplay. GamesBeat gaf het spel een 3,3 en vond het een openlijke poging om de speler meer amiibo te laten kopen. Het Japanse blad Famitsu was wel positief en gaf het een score van 32/40.
Van het spel amiibo Festival werden slechts 26.325 exemplaren verkocht en werd een commerciële flop.
| Aggregator            | Score  |
| --------------------- | ------ |
| Metacritic            | 46/100 |
| Publicatie            | Score  |
| Famitsu               | 32/40  |
| IGN                   | 5/10   |
| Nintendo World Report | 4,5/10 |
| GamesBeat             | 3,3    |